# Melanolophia sadrina
Melanolophia sadrina är en fjärilsart som beskrevs av William Schaus 1901. Melanolophia sadrina ingår i släktet Melanolophia och familjen mätare. Inga underarter finns listade i Catalogue of Life.